# Montane heidevelden van Rwenzori-Virunga
De montane heidevelden van Rwenzori-Virunga (Engels: Rwenzori-Virunga montane moorlands) vormen een ecoregio van berggraslanden en -struwelen in de oost-centrale Afrikaanse landen Oeganda, Congo-Kinshasa en Rwanda.

## Geografie
De ecoregio ligt boven de 3000 meter hoogte en is verdeeld in twee gebieden, namelijk het Rwenzori-gebergte op de grens van Oeganda en Congo-Kinshasa, en het meer zuidelijk gelegen vulkanische Virunga-gebergte, waar de landen Congo-Kinshasa, Rwanda en Oeganda elkaar ontmoeten. De lagere hoogtes van deze gebergtes vallen onder de ecoregio Montane bossen van het Albertine Rift. 
De Afroalpiene flora van de hoger gelegen gebieden toont veel overeenkomsten met de Oost-Afrikaanse montane heidevelden van de Kilimanjaro, de Mount Kenya en de Mount Meru. 
Van de ecoregio bevindt 99% zich in beschermde gebieden. Nationaal Park Virunga beschermt het Congolese deel van de heidevelden in zowel het Rwenzori- als het Virunga-gebergte. Het nationaal park Rwenzori Mountains in Oeganda beschermt het Oegandese deel van de heidevelden van Rwenzori en het Volcanoes National Park in Rwanda beschermt het Rwandese deel van de heidevelden van Virunga.

## Flora
De ecoregio herbergt een kenmerkende Afroalpiene vegetatie. Binnen deze ecoregio bevinden zich verschillende habitattypes, zoals meertjes, drassige delta's en veenmoerassen, open berggraslanden, struikgewas, enclaves met hooggelegen bos, sneeuwvelden en gletsjers. Reusachtige rozetplanten, waaronder verschillende soorten lobelia's en kruiskruiden, zijn kenmerkend voor de ecoregio. De vegetatie is gevarieerd, wat afhangt van hoogte, bodemtype en de blootstelling aan weersomstandigheden. 
Tussen de 3000 en 3300 meter hoogte bevinden zich nevelwouden met boomsoorten zoals Hagenia abyssinica en Hypericum revolutum en bamboebossen met de bamboesoort Yushania alpina. Tussen de nevelwouden en de alpiene heidevelden bevindt zich een overgangszone, die bestaat uit bossen met een heideachtige vegetatie. Deze heideachtige bossen strekken zich uit tot 3800 meter hoogte. De boomhei is hier een dominante soort. Deze heideachtige vegetatie heeft verschillende groeiwijzen, er zijn dichte bossen met enkelstammige bomen, dicht struikgewas met meerstammige struiken of open struikgewas dat slechts 1 meter hoog wordt. In deze bossen groeien veel epifyten.
Voorbij de heideachtige bossen beginnen de alpiene graslanden en struwelen, die zich uitstrekken tot op 4500 meter hoogte. Er groeien pollenvormende grassen zoals Festuca abyssinica en Carex runssoroensis en gigantische rozetplanten. De rozetplanten Lobelia wollastonii en Dendrosenecio johnstonii worden zowel op het Rwenzori-gebergte als het Virunga-gebergte aangetroffen, terwijl Lobelia stuhlmannii alleen op laatstgenoemde gebergte groeit. Boven de 4500 meter hoogte groeien in het Rwenzori-gebergte alpiene dwergstruiken, zoals de soort Helichrysum stuhlmanii. Deze groeien in de vorm van alleenstaande bosjes.

## Fauna
Het Virunga-gebergte is het leefgebied van de met uitsterven bedreigde berggorilla (Gorilla beringei beringei), hoewel deze soort het grootste deel van zijn leven in lagere zones doorbrengt.

## Galerij

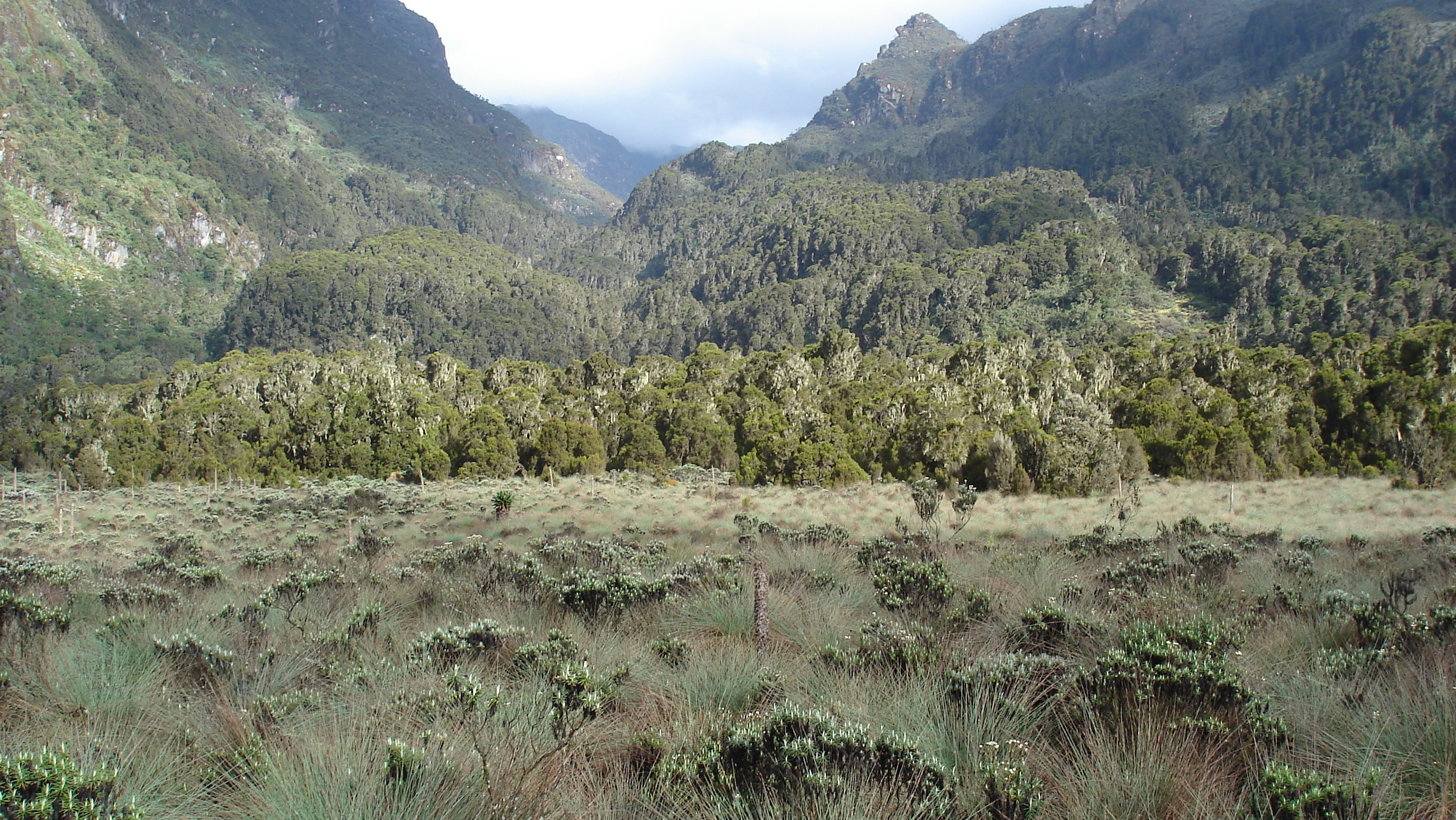
Bigo Bog in Rwenzori National Park, Oeganda
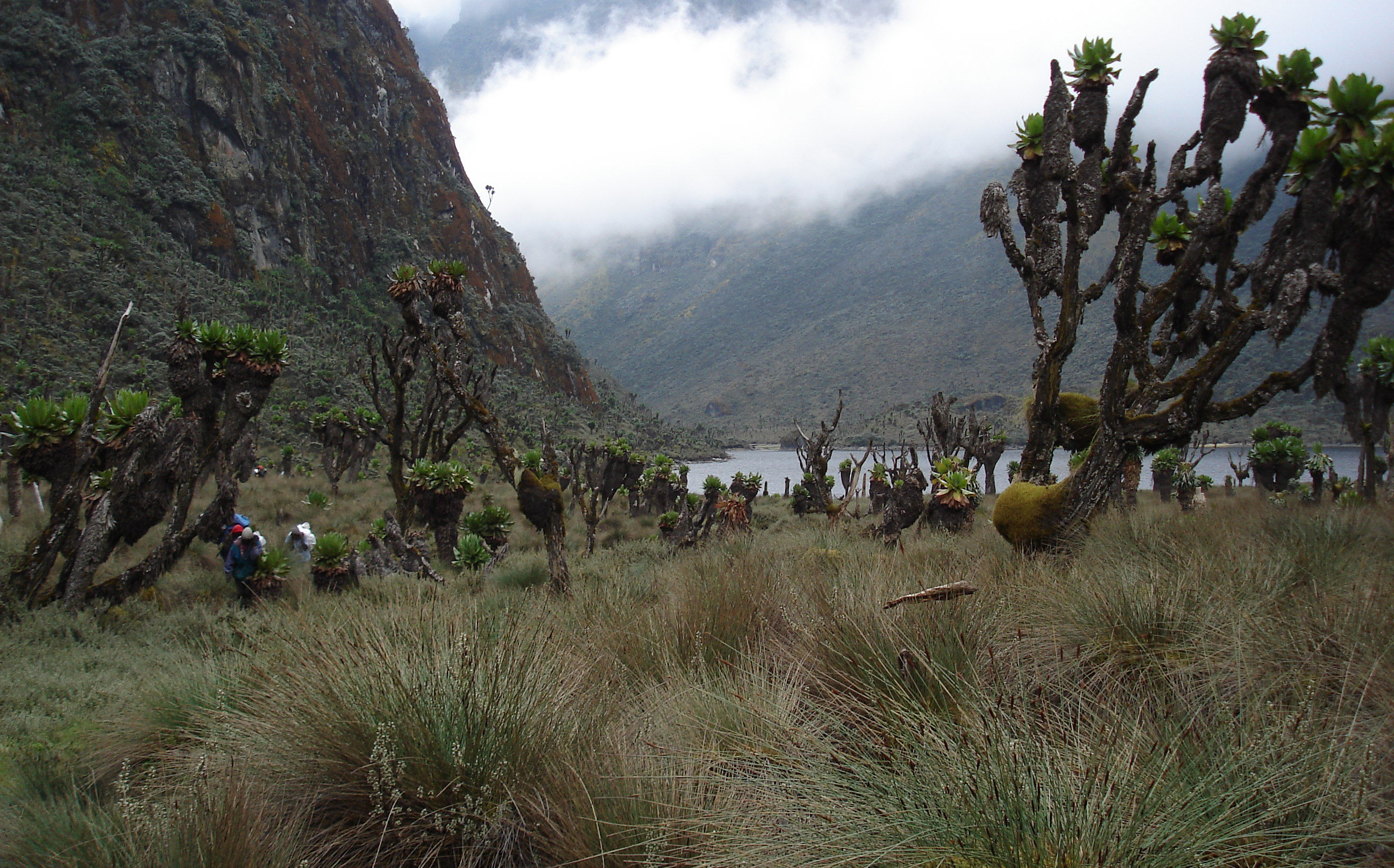
Lake Bujuku in Rwenzori National Park, Oeganda
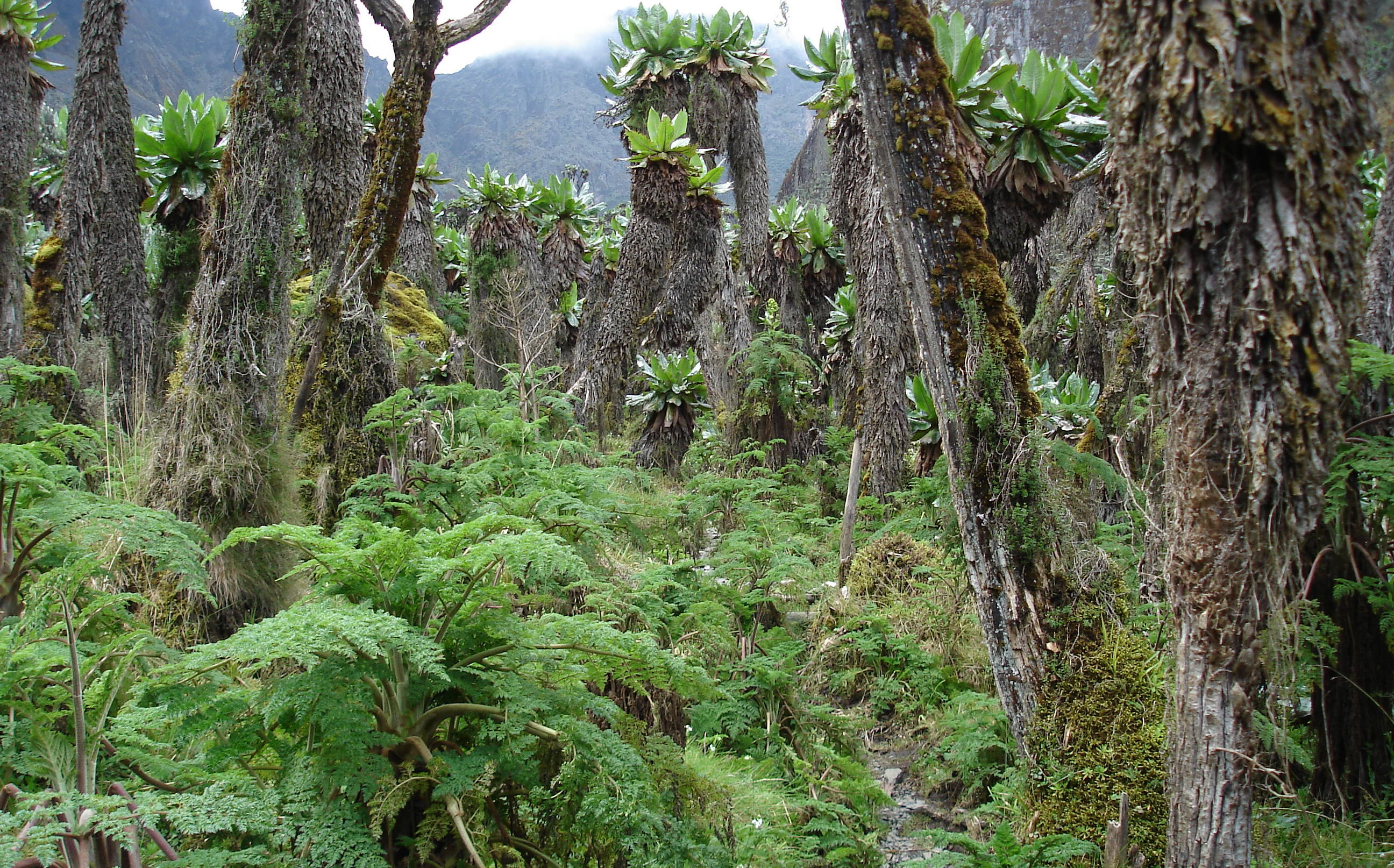
Vegetatie in Rwenzori National Park
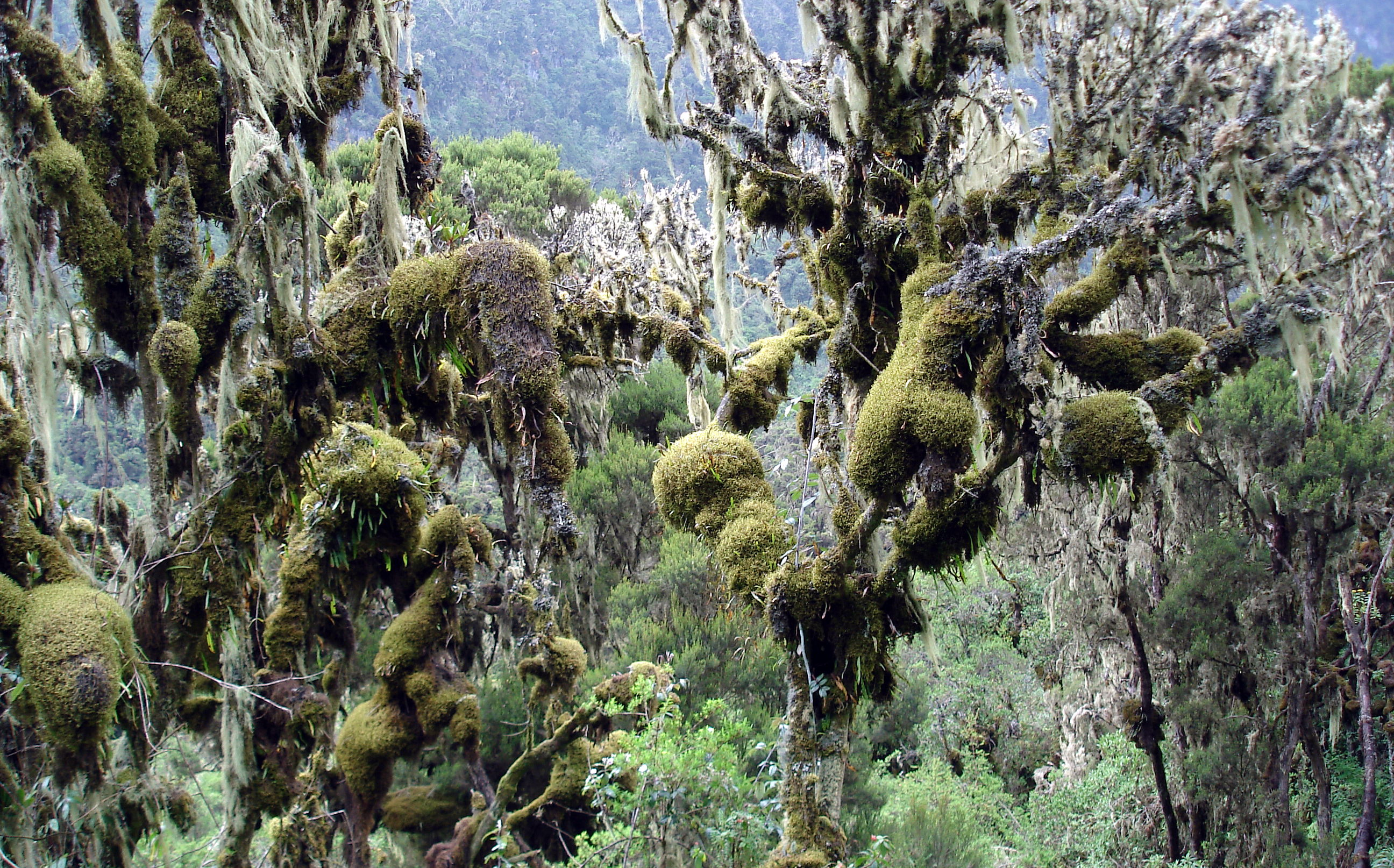
Heideachtig bos in Rwenzori National Park
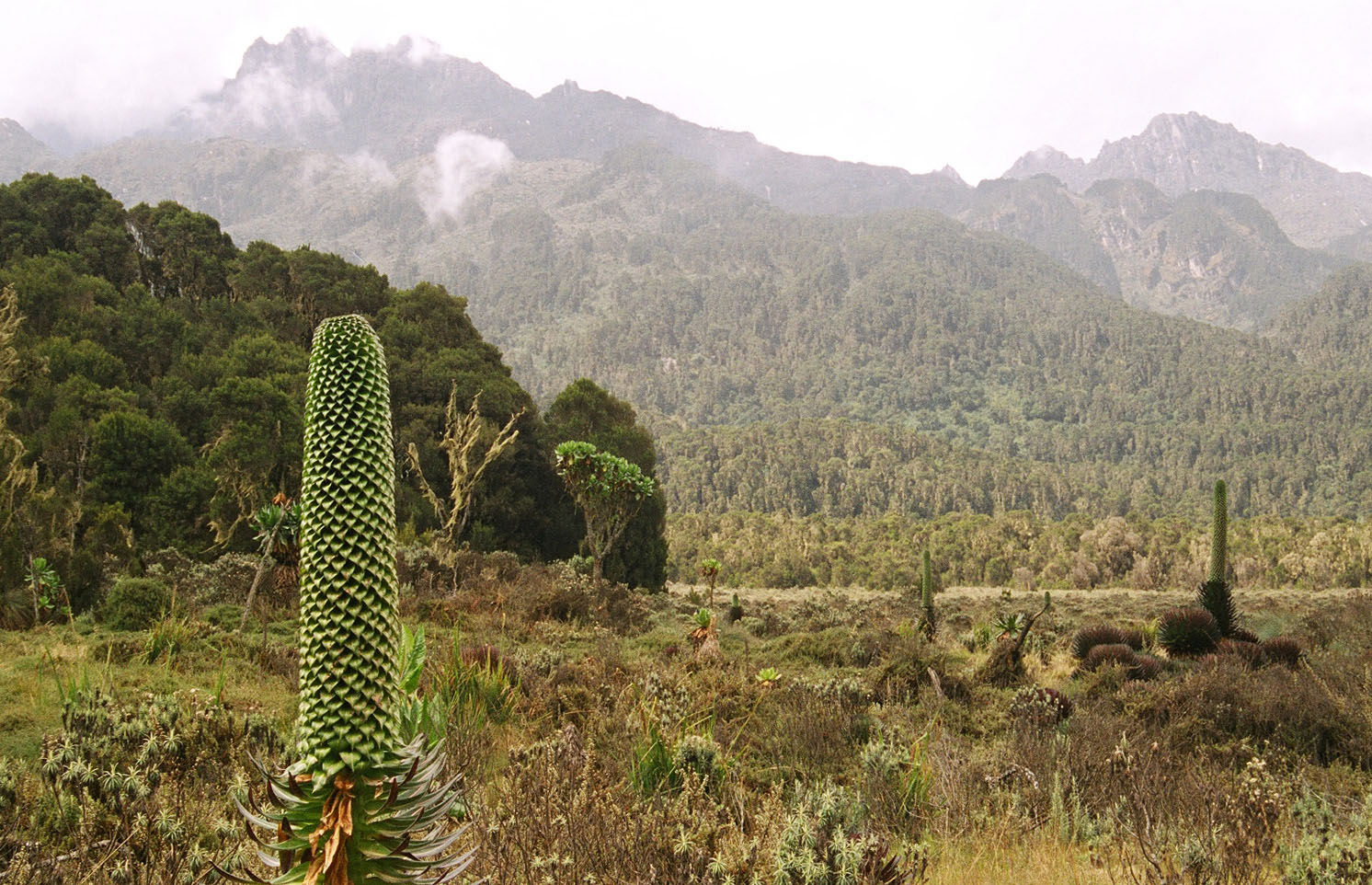
Lobelia deckenii op voorgrond